# Linea JR Kōbe
La Linea JR Kōbe (JR神戸線?, JR Kōbe sen) è il nome comune di una porzione della Linea principale Tōkaidō fra le stazioni di Ōsaka e Sannomiya, a Kōbe. La linea fa parte dei servizi suburbani dell'area metropolitana di Osaka ed è mantenuta e gestita dalla West Japan Railway Company (JR West).
La Linea Kobe opera in combinazione con la linea JR Kyōto, e offre servizi integrati anche verso le linee San'yō e Gakkentoshi, quest'ultima tranne la linea JR Tozai.

## Servizi ferroviari
I treni suburbani sono classificati in tre categorie:
- Servizio rapido speciale (新快速 Shin-Kaisoku)
  - Servizio proveniente dalle linee Biwako e Kyōto. I treni fermano alle stazioni di Ōsaka, Amagasaki, Ashiya, Sannomiya, Kōbe, Akashi, Nishi-Akashi, Kakogawa e Himeji. Alcuni treni proseguono quindi sulle linee San'yō e Akō, rispettivamente verso Aboshi e Banshi-Akō.
- Servizio rapido(快速 Kaisoku)
  - Servizio proveniente dalle linee Biwako e Kyōto. I treni fermano a Ōsaka, Amagasaki, Nishinomiya, Ashiya, Sumiyoshi, Rokkomichi, Sannomiya, Motomachi, Kobe, Hyōgo, Suma, Tarumi, Maiko e Akashi. Dopo Akashi i treni diventano locali, fermando in tutte le stazioni. La mattina e la sera i treni saltano le fermate di Suma, Tarumi e Maiko.
- Servizio Locale (普通 Futsū)
  - Servizio da Osaka a Nishi-Akashi, ferma in tutte le stazioni, con alcuni rinforzi verso Kakogawa nelle ore di punta.

## Stazioni
●: Ferma,｜: Non ferma, ▲: Ferma all'ora di punta
| Nome linea                                                        | Stazione         | Giapponese | Distanza (km) | Distanza (km) | Stop   | Stop   | Stop | Collegamenti | Posizione      | Posizione                  | Posizione                  |
| Nome linea                                                        | Stazione         | Giapponese |               | da Osaka      | Locale | Rapido | Speciale Rapido | Collegamenti | Posizione      | Posizione                  | Posizione                  |
| ----------------------------------------------------------------- | ---------------- | ---------- | ------------- | ------------- | ------ | ------ | --- | --- | -------------- | -------------------------- | -------------------------- |
| Servizio proveniente dalla Linea JR Kyōto                         |                  |            |               |               |        |        | | |                |                            |                            |
| Linea principale Tōkaidō                                          | Osaka            | 大阪       | -             | 0.0           | ●      | ●      | ● | West Japan Railway Company: ■ Linea JR Kyōto (Linea principale Tōkaidō) ■ Linea Circolare di Ōsaka ■ Linea JR Tozai (presso la Stazione di Kitashinchi) ■ Ferrovie Hankyū: Linea Kyōto, Kōbe e Takarazuka (Stazione di Umeda) Ferrovie Hanshin: ■ Linea principale Hanshin (Stazione di Umeda) Metropolitana di Osaka: Linea Midōsuji (Stazione di Umeda: M16) Linea Yotsubashi (Stazione di Nishi-Umeda: Y11) Linea Tanimachi (Higashi-Umeda: T20) | Kita-ku        | Osaka, Prefettura di Osaka | Osaka, Prefettura di Osaka |
| Linea principale Tōkaidō                                          | Tsukamoto        | 塚本       | 3.4           | 3.4           | ●      | ｜     | ｜ | | Yodogawa-ku    | Osaka, Prefettura di Osaka | Osaka, Prefettura di Osaka |
| Linea principale Tōkaidō                                          | Amagasaki        | 尼崎       | 4.3           | 7.7           | ●      | ●      | ● | West Japan Railway Company: ■ Linea JR Tozai ■ Linea Fukuchiyama (Linea JR Takarazuka) | Amagasaki      | Amagasaki                  | Prefettura di Hyōgo        |
| Linea principale Tōkaidō                                          | Tachibana        | 立花       | 3.0           | 10.7          | ●      | ｜     | ｜ | | Amagasaki      | Amagasaki                  | Prefettura di Hyōgo        |
| Linea principale Tōkaidō                                          | Kōshienguchi     | 甲子園口   | 2.2           | 12.9          | ●      | ｜     | ｜ | | Nishinomiya    | Nishinomiya                | Prefettura di Hyōgo        |
| Linea principale Tōkaidō                                          | Nishinomiya      | 西宮       | 2.5           | 15.4          | ●      | ●      | ｜ | | Nishinomiya    | Nishinomiya                | Prefettura di Hyōgo        |
| Linea principale Tōkaidō                                          | Sakura Shukugawa | さくら夙川 | 1.5           | 16.9          | ●      | ｜     | ｜ | | Nishinomiya    | Nishinomiya                | Prefettura di Hyōgo        |
| Linea principale Tōkaidō                                          | Ashiya           | 芦屋       | 2.3           | 19.2          | ●      | ●      | ● | | Ashiya         | Ashiya                     | Prefettura di Hyōgo        |
| Linea principale Tōkaidō                                          | Kōnan-Yamate     | 甲南山手   | 1.4           | 20.6          | ●      | ｜     | ｜ | | Higashinada-ku | Kōbe                       | Prefettura di Hyōgo        |
| Linea principale Tōkaidō                                          | Settsu-Motoyama  | 摂津本山   | 1.5           | 22.1          | ●      | ｜     | ｜ | | Higashinada-ku | Kōbe                       | Prefettura di Hyōgo        |
| Linea principale Tōkaidō                                          | Sumiyoshi        | 住吉       | 1.6           | 23.6          | ●      | ●      | ｜ | Kōbe New Transit: Rokkō Liner (R01) | Higashinada-ku | Kōbe                       | Prefettura di Hyōgo        |
| Linea principale Tōkaidō                                          | Rokkōmichi       | 六甲道     | 2.2           | 25.9          | ●      | ●      | ｜ | | Nada-ku        | Kōbe                       | Prefettura di Hyōgo        |
| Linea principale Tōkaidō                                          | Maya             | 摩耶       | 1.4           | 27.3          | ●      | ｜     | ｜ | | Nada-ku        | Kōbe                       | Prefettura di Hyōgo        |
| Linea principale Tōkaidō                                          | Nada             | 灘         | 0.9           | 28.2          | ●      | ｜     | ｜ | | Nada-ku        | Kōbe                       | Prefettura di Hyōgo        |
| Linea principale Tōkaidō                                          | Sannomiya        | 三ノ宮     | 2.4           | 30.6          | ●      | ●      | ● | ■ Ferrovie Hankyū: Linea principale Hankyū Kōbe, Linea Kōbe Kōsoku (Stazione di Sannomiya) Ferrovie Hanshin: ■ Linea principale Hanshin Kōbe New Transit: Linea Port Island (P01) Metropolitana di Kōbe: Linea Seishin-Yamate (Stazione di Sannomiya: S03) Linea Kaigan (Stazione di Sannomiya-Hanadokeimae: K01) | Chūō-ku        | Kōbe                       | Prefettura di Hyōgo        |
| Linea principale Tōkaidō                                          | Motomachi        | 元町       | 0.8           | 31.4          | ●      | ●      | ｜ | Hanshin Main Line, Linea Kōbe Kōsoku | Chūō-ku        | Kōbe                       | Prefettura di Hyōgo        |
|                                                                   | Kōbe             | 神戸       | 1.7           | 33.1          | ●      | ●      | ● | Linea Hanshin Kobe Kosoku Linea Hankyu Kobe Kosoku metropolitana di Kōbe: Linea Kaigan (Stazione di Harborland: K04) | Chūō-ku        | Kōbe                       | Prefettura di Hyōgo        |
| Linea principale San'yō                                           |                  |            |               |               |        |        | | | Chūō-ku        | Kōbe                       | Prefettura di Hyōgo        |
| Hyōgo                                                             | 兵庫             | 1.8        | 34.9          | ●             | ●      | ｜     | West Japan Railway Company: Linea Wadamisaki | Hyōgo-ku |                | Kōbe                       | Prefettura di Hyōgo        |
| Shin-Nagata                                                       | 新長田           | 2.3        | 37.2          | ●             | ｜     | ｜     | metropolitana di Kōbe: Linea Seishin-Yamate (S09) Linea Kaigan (K10) | Nagata-ku |                | Kōbe                       | Prefettura di Hyōgo        |
| Takatori                                                          | 鷹取             | 1.0        | 38.2          | ●             | ｜     | ｜     | | Suma-ku |                | Kōbe                       | Prefettura di Hyōgo        |
| Sumakaihinkōen                                                    | 須磨海浜公園     | 0.9        | 39.1          | ●             | ｜     | ｜     | | Suma-ku |                | Kōbe                       | Prefettura di Hyōgo        |
| Suma                                                              | 須磨             | 1.3        | 40.4          | ●             | ▲      | ｜     | Ferrovie Elettriche Sanyō: ■ Linea San'yō (Stazione di Sanyo Suma) | Suma-ku |                | Kōbe                       | Prefettura di Hyōgo        |
| Shioya                                                            | 塩屋             | 2.0        | 43.3          | ●             | ｜     | ｜     | Ferrovie Elettriche Sanyō: ■ Linea Sanyō principale (Stazione di Sanyo Shioya)                                                                                                   | Tarumi-ku |                | Kōbe                       | Prefettura di Hyōgo        |
| Tarumi                                                            | 垂水             | 2.9        | 46.2          | ●             | ▲      | ｜     | Ferrovie Elettriche Sanyō: ■ Linea Sanyō principale (Stazione di Sanyo Tarumi)                                                                                                   | Tarumi-ku |                | Kōbe                       | Prefettura di Hyōgo        |
| Maiko                                                             | 舞子             | 2.0        | 48.2          | ●             | ▲      | ｜     | Ferrovie Elettriche Sanyō: ■ Linea Sanyō principale (Stazione di Maiko-kōen) | Tarumi-ku |                | Kōbe                       | Prefettura di Hyōgo        |
| Asagiri                                                           | 朝霧             | 1.9        | 50.1          | ●             | ｜     | ｜     | | Akashi | Akashi         |                            | Prefettura di Hyōgo        |
| Akashi                                                            | 明石             | 2.4        | 52.5          | ●             | ●      | ●      | Ferrovie Elettriche Sanyō: ■ Linea Sanyō principale (Stazione di Sanyo Akashi)                                                                                                   | Akashi | Akashi         |                            | Prefettura di Hyōgo        |
| Nishi-Akashi                                                      | 西明石           | 3.4        | 55.9          | ●             | ●      | ●      | West Japan Railway Company: Sanyō Shinkansen | Akashi | Akashi         |                            | Prefettura di Hyōgo        |
| Ōkubo                                                             | 大久保           | 2.8        | 58.7          | ●             | ●      | ｜     | | Akashi | Akashi         |                            | Prefettura di Hyōgo        |
| Uozumi                                                            | 魚住             | 3.5        | 62.2          | ●             | ●      | ｜     | | Akashi | Akashi         |                            | Prefettura di Hyōgo        |
| Tsuchiyama                                                        | 土山             | 3.1        | 65.3          | ●             | ●      | ｜     | | Harima | Harima         |                            | Prefettura di Hyōgo        |
| Higashi-Kakogawa                                                  | 東加古川         | 3.3        | 68.6          | ●             | ●      | ｜     | | Kakogawa | Kakogawa       |                            | Prefettura di Hyōgo        |
| Kakogawa                                                          | 加古川           | 3.6        | 72.2          | ●             | ●      | ●      | West Japan Railway Company: Linea Kakogawa | Kakogawa | Kakogawa       |                            | Prefettura di Hyōgo        |
| Hōden                                                             | 宝殿             | 3.3        | 75.5          |               | ●      | ｜     | | Takasago | Takasago       |                            | Prefettura di Hyōgo        |
| Sone                                                              | 曽根             | 4.0        | 79.5          |               | ●      | ｜     | | Takasago | Takasago       |                            | Prefettura di Hyōgo        |
| Himeji-Bessho                                                     | ひめじ別所       | 2.0        | 81.5          |               | ●      | ｜     | | Himeji | Himeji         |                            | Prefettura di Hyōgo        |
| Gochaku                                                           | 御着             | 2.1        | 83.6          |               | ●      | ｜     | | Himeji | Himeji         |                            | Prefettura di Hyōgo        |
| Himeji                                                            | 姫路             | 4.3        | 87.9          |               | ●      | ●      | West Japan Railway Company: Linea principale San'yō, Sanyō Shinkansen, Linea Bantan, Linea Kishin Ferrovie Elettriche Sanyō: ■ Linea Sanyō principale (Stazione di Sanyo Himeji) | Himeji | Himeji         |                            |                            |
| Il servizio continua sulla Linea principale San'yō e la Linea Akō |                  |            |               |               |        |        | | |                |                            |                            |

### Stazioni future
Dalla primavera 2016 è prevista l'apertura di due nuove stazioni intermedie sulla linea JR Kobe: Maya e Higashi-Himeji.